# أبكار السقاف
أبكار السقاف (4 يناير 1913 - 1989) هي كاتبة وشاعرة مصرية.

## حياتها ونشأتها
أبكارحمد سعيد السقاف ولدت بالقاهرة في 4 يناير 1913م بالقاهرة، لأب يمني حضرمي وأم تركية، ومصرية النشأة.وكان والداها سياسي يمني شارك في الثورة العربية الكبرى مع الشريف حسين بن علي سنة 1916، هاجر والدها إلى مصر (القاهرة) ثم انتقلت الأسرة إلى الإسكندرية، وواحدة من تلميذات الأديب المصري عباس محمود العقاد.
كانت تنتمي إلى أسرة مرفهة وتلقت تعليماً مميزاً حيث أجادت اللغات العربية والإنجليزية والفرنسية، خطبت في سنة 1929م إلى الأمير محمد إدريس السنوسي أمير برقة، قبل أن يصبح ملكاً على ليبيا، إلا أن الخطبة فُسخت سنة 1930م لأسباب غير معلومة، تزوجت من مصطفى الخربوطلي الذي توفي بعد زواجه منها بثلاثة أشهر فقط إثر إصابته بالزائدة الدودية، ثم تزوجت سنة 1960م من عمر بسين وهو تركي الأصل، وقد توفي بعد زواجه منها بثلاث سنوات.

### أشقاء أبكار
- ضياء السقاف فنانة تشكيلية وقد هاجرت إلى الكويت.
- مصطفى السقاف رجل أعمال واقتصادي وهو خريج كلية فيكتوريا بالإسكندرية وقد هاجر إلى هونغ كونغ.

## مسيرتها
كانت أبكار السقاف قارئة نهمة في الأدب والسياسة والفلسفة وكان لها اهتمام خاص بعلم مقارنة الأديان والتوراة وتاريخ مصر القديمة والعراق والصين، كما كانت لها محاولات في الكتابة منذ طفولتها.
داومت أبكار بعد انتقالها من الإسكندرية إلى القاهرة على حضور الندوة الثقافية في صالون عباس محمود العقاد والذي تعرف عليها في مكتبة الأنجلو المصرية بالصدفة ولبى دعوتها فزارها في منزلها، ثم توطدت علاقته بها. كما كان من أساتذتها أيضاً الأثري الكبير محرم كمال ووكيل الأزهر الشيخ محمود أبو العينين ، وقد ساعداها مع العقاد بالإرشاد والنصح كما أمدوها بمراجع قيمة بمختلف اللغات.

## مع الرقابة والمتشددين
تناولت أبكار في مؤلفاتها موضوعات لم يكن من السهل نشرها في مصر في الخمسينات، ورفض معظم الناشرين مساعدتها إلى أن وافقت مكتبة الأنجلو المصرية على نشر الجزئين الأول والثاني من كتابها «نحو آفاق أوسع» إلا أن الرقابة صادرت النسخ المطبوعة.
واتهمت أبكار السقاف بالكفر من قبل متشددين وما زال هؤلاء يهاجمونها حتى بعد وفاتها بعشرين عاماً.

## وفاتها
توفيت أبكار السقاف بالكويت أثناء زيارتها لشقيقتها سنة 1989م.

## مؤلفاتها
1. نحو آفاق أوسع - المراحل التطورية للإنسان - في ثلاثة أجزاء، الجزء الأول والثاني صدرت طبعته الأولى عن مكتبة الأنجلو المصرية، وقد صدر الكتاب بأجزائه الثلاثة كاملة عن مؤسسة الانتششار العربي في 2004.
2. الدين في شبه الجزيرة العربية، الناشر مؤسسة الانتشار العربي في 2004.[5]
3. إسرائيل وعقيدة الأرض الموعودة - صدر في طبعته الأولى سنة 1965م عن دار الكاتب، ثم صدر في طبعة ثانية سنة 1997م عن مكتبة مدبولي.
4. الحلاج، صدر سنة 1995م بمقدمة للباحث المصري مهدي مصطفى.
5. محمد النبي، لم ينشر بعد.
6. المسيح، لم ينشر بعد.
7. النبي موسى، توفيت قبل إتمامه وما تم منه لم يصدر بعد.
8. السهروردي، توفيت قبل إتمامه وما تم منه لم ينشر بعد.
9. مقدمة اللغات، لم يكتمل ولم ينشر ما تم منه.
10. همسة في أذن إسرائيل، كتبته باللغة الإنجليزية وصدر بها، ولم يترجم للعربية.
11. أصداء متفرقة - سيرة ذاتية، نشرته دار العصور الجديدة سنة 2001م بمقدمة للكاتب والباحث مهدي مصطفى بعد أن ظل غائباً منذ عام 1962م حين أتمت كتابته.
12. الليل والقلم، ديوان شعر لم ينشر بعد.

إضافة إلى العديد من المقالات التي كتبتها لصحف مختلفة في مصر.